# Roberto Abdul
Roberto Abdul-Hadi Casanova Gazan (Parroquia Leoncio Martínez, Estado Miranda, Venezuela, 17 de abril de 1970) es un ingeniero y activista venezolano. En 2022, fue designado como miembro suplente de la Comisión Nacional de Primaria, encargada de organizar las elecciones primarias presidenciales de la oposición en 2023. Roberto fue detenido el 6 de diciembre de 2023, poco después de que ser acusado de «conspirar» para «sabotear» el referéndum consultivo sobre la Guayana Esequiba. La ONG Foro Penal ha calificado a Roberto como un preso político y su detención como una desaparición forzada.

## Educación
Roberto se graduó como ingeniero mecánico de la Universidad Metropolitana (UNIMET), en Caracas. También obtuvo un máster en políticas públicas en el Instituto de Estudios Superiores de Administración (IESA) y uno en ingeniería de sistemas en la Universidad Simón Bolívar (USB). En la Universidad George Washington, en Washington D. C. estudió diplomados en comunicación y gestión política.

## Carrera
Fue miembro fundador de la organización no gubernamental Súmate, donde se desempeñó como presidente.
El 9 de noviembre de 2022, fue designado por la coalición opositora de la Plataforma Unitaria como miembro de la Comisión Nacional de Primaria, encargada de organizar las elecciones primarias presidenciales de la oposición en Venezuela en 2023, como suplente del miembro principal Ismael Pérez Vigil.
También ha sido colaborador del Centro de Estudios Políticos y de Gobierno de la Universidad Católica Andrés Bello (UCAB), en Caracas.

## Detención
Roberto fue detenido el 6 de diciembre de 2023, poco después de que Tarek William Saab, el fiscal general designado por la Asamblea Constituyente, anunciara órdenes de captura contra 14 personas, incluyendo a Abdul, acusándolas de «conspirar» para «sabotear» el referéndum consultivo sobre la Guayana Esequiba celebrado el 3 de diciembre. La ONG que ha presidido, Súmate, exigió su libertad plena y denunció que se desconocía su lugar de detención, violando el artículo 45 de la constitución venezolana.La ONG Foro Penal calificó la detención de Roberto como una desaparición forzada.Otras organizaciones no gubernamentales, incluyendo la Coalición por los Derechos Humanos y la Democracia, y partidos políticos, como Voluntad Popular y Vente Venezuela, también denunciaron su detención, exigiendo su liberación inmediata. Después de dos días sin conocer su paradero, ante la insistencia de su esposa, funcionarios de seguridad reconocieron que Roberto estaba bajo la detención del Servicio Bolivariano de Inteligencia (SEBIN), pero sin detallar el centro de reclusión.
El 8 de diciembre, el director de Foro Penal, Alfredo Romero, denunció que la audiencia de presentación de Abdul se realizó «a escondidas», ante el Tribunal Cuarto de Terrorismo y dentro del Helicoide, con una defensa pública y sin que pudiese escoger una defensa propia, ya que no se le permitió contactar a sus abogados durante el proceso. Para el 10 de diciembre, Roberto cumplió cuatro días incomunicado, sin poder ver a su esposa ni abogados.El mismo día, once senadores estadounidenses condenaron su detención.